# Ali Guli Mane
L'Ali Guli Mane è un gioco da tavolo astratto della famiglia dei mancala diffuso nel Sud dell'India, e in particolare nella regione di Karnataka. Il nome del gioco, come nel caso di molti altri mancala di tutto il mondo, è semplicemente descrittivo del tavoliere usato: significa infatti "blocco di legno con buchi". Non sorprendentemente, esistono diverse analogie fra l'Ali Guli Mane e il mancala tradizionale indonesiano, il Congklak o Dacon.

## Regole

### Tavoliere e disposizione iniziale
L'Ali Guli Mane utilizza un tavoliere composto da 2 file di 7 buche. Ciascun giocatore "possiede" la fila di buche più vicina a lui. Servono 70 pezzi (di solito si usano semi di tamarindo o piccole conchiglie), disposti all'inizio del gioco in numero di 5 per buca.

### Turno
Al proprio turno, il giocatore preleva tutti i semi da una buca e li distribuisce in senso orario o antiorario, a propria scelta. La semina avviene "a staffetta", ma il principio è leggermente diverso da quello usato nelle semina a staffetta dei mancala africani come il bao. Infatti, una volta deposto l'ultimo seme di una semina, il giocatore procede prelevando i semi eventualmente presenti nella buca successiva (tenendo conto del verso orario o antiorario della semina).
Se la buca successiva a quella dove si è conclusa la semina è vuota (Saada), il giocatore smette di seminare e cattura tutti i semi presenti nella buca successiva a quella vuota e i semi presenti nella buca antistante quest'ultima. Se per esempio una semina antioraria termina in A5 (quindi A4 è vuota), il giocatore cattura i contenuti di A3 e B3.
|    |    |    |    |    |    |    |
| A1 | A2 | A3 | A4 | A5 | A6 | A7 |
|    |    |    |    |    |    |    |
| B1 | B2 | B3 | B4 | B5 | B6 | B7 |
|    |    |    |    |    |    |    |

Ogni giocatore ha diritto a eseguire due semine a staffetta, fino alle relative situazioni di Saada ed eventuali catture, prima di concludere il proprio turno.

### Fine del gioco
Il gioco termina quando tutti i semi di un giocatore sono stati catturati, ed è vinto dal giocatore che ha catturato più semi.

### Partite multiple
L'Ali Guli Mane viene spesso giocato, come il Congklak, facendo seguire alla prima partita nuova partite con handicap. Il principio è molto simile a quello del gioco indonesiano. All'inizio della partita successiva, i giocatori dispongono nella propria parte del tavoliere i semi che hanno catturato. Il giocatore che ha vinto avrà semi in eccesso; una volta riempite le proprie buche con 5 semi ciascuna, terrà quelli che avanzano come "già catturati". L'altro giocatore riempirà quante buche può con 5 semi ciascuna, tenendo come "già catturati" eventuali semi residui (cioè non in numero sufficiente da riempire una buca). Tutte le buche rimaste vuote saranno marcate con qualche tipo di segnalino per ricordare che sono buche "protette"; esse non saranno utilizzate nella nuova partita.

## Mancala simili
- Congklak
- Kalah